# Simnialena
Simnialena là một chi ốc biển, là động vật thân mềm chân bụng sống ở biển thuộc họ Ovulidae.

## Các loài
Các loài thuộc chi Simnialena bao gồm:
- Simnialena acuminata (G.B. Sowerby II in A. Adams & Reeve, 1848)[2]
- Simnialena ilhabelaensis Fehse, 2001[3]
- Simnialena marferula Cate, 1973[4]
- Simnialena rufa (G.B. Sowerby II, 1832)[5]
- Simnialena uniplicata (G.B. Sowerby II, 1849)[6]